# Wu (가나)
, 는 일본어의 음절의 하나이며, 가나의 하나이다. 메이지 초기에 사용되었다. 원래부터 わ행 う단 자리가 비어 있는 상태였는데, 메이지 초기의 학자들이 그 자리에 이 두 글자를 인위적으로 배정했던 것이다(단 히라가나 'う'는 あ행 う단의 문자로도 사용).

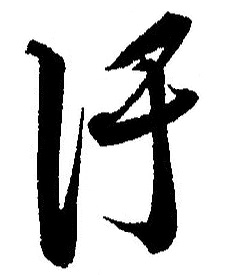
메이지 초기에 사용된 히라가나 wu.

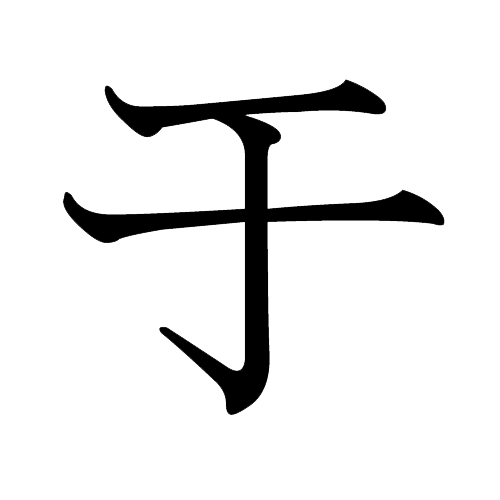
메이지 초기에 사용된 가타카나 wu.

이 글자는 わ행 う단에 배정되었기 때문에 그 음은 wu(IPA: [wɯ])가 되어야 할 것이다. 그러나 일본어에서는 예부터 wu와 u의 구분이 없었다. 그래서 이 자리에 들어가는 글자가 비어 있는 상태였다(또는 あ행 う단을 빌려와서 채움). 이 점은 (Yi (가나))와 비슷하다.
는 宇에서 윗부분(宀)을 생략한 것으로, ウ와 근원이 같다. 본래 이 둘은 원래의 한자에서 생략한 부분만 다르고 실제 쓰임은 완전히 같은 글자(이체자)였던 것이다. 그러다가 메이지 초기의 학자들이 를 ウ와 달리 わ행에 속하는 문자로 규정을 지었다.
는 汙의 초서체이다. 이 글자는 엄밀히 말하면 う의 헨타이가나로 봐야 할 것이나 메이지 시대에는 두 글자의 행을 달리하였다.

## 로마자와 한글 표기
로마자 표기의 경우, 근·현대 일본어의 실제 발음에 의거할 때(헵번식, 훈령식 등)는 u, 오십음도 내에서의 형식적인 위치(행·단)을 명시할 때(일본식)는 wu 정도로 적을 수 있을 것이다.
한글 표기의 경우 '우'로 적을 수밖에 없다.

## 요음
이 글자는 요음으로 사용할 일은 없으나, 굳이 쓰려면 다른 글자의 요음 표기 규칙에 의거해서 표기하면 될 것이다.

## 컴퓨터 코딩
유니코드에서는 현재 사용되고 있는 히라가나 う(U+3046)는 당연히 포함되어 있으나, 히라가나 와 가타카나 는 2021년의 유니코드 14.0에 들어서야 각각 U+1B11F, U+1B122에 추가되었다. 금석문자경(今昔文字鏡) 코드에서 해당 가타카나는 존재하지 않으나, 실제 모양이 같은 한자 于(U+4E8E)를 쓸 수 있을 것이다.
작은 가나(ぅ, )의 경우, 히라가나 ぅ는 유니코드(U+3045)와 금석문자경 모두 포함돼 있으나 가타카나 는 둘 다 그렇지 않다.

## 같이 보기
- Yi (가나) (, )
- (𛀁, )